# Мечеть Умара ібн аль-Хаттаба (Майкао)
Мечеть Умара ібн аль-Хаттаба (ісп. Omar Iban Al-Jattab) — мечеть в Майкао (Колумбії), друга за величиною мечеть в Латинській Америці.
У самому місті мечеть Умара має іншу назву - "Ла-Мескіта" (ісп. La Mezquita — мечеть), тому що ця мечеть є єдиною в регіоні. Разом із школою Дар аль-Аркан, вони є центрами ісламської культури в регіоні. Відкрито 17 вересня 1997 і названо на честь другого Праведного халіфа Умара ібн аль-Хаттаба.

## Архітектура
Мечеть побудована за проектом іранського архітектора Алі Намазі. Вона має один мінарет, висота якого становить 31 метр. Під час будівництва мечеті використовувався італійський мармур. У мечеті одночасно можуть молитися до 1000 вірян.

## Відвідування
Окрім мусульман, мечеть також відвідують місцеві школярі та туристи. Відвідувачі мають знімати взуття, а жінкам видаються білі халати, що прикривають голову.